# Велика Хадя
Велика Ха́дя (рос. Большая Ха́дя) — річка в Хабаровському краї Росії. Бере початок між горами Плоска і Горіла на півночі Совєтсько-Гаванського району на висоті 1000 м в ялиново-ялицевій тайзі. Тече на південь, через 10 км після витоку повертає на схід і зберігає цей напрямок до злиття з Чіпалі, після чого повертає на північний схід і впадаю в бухту Південно-Західну затоки Совєтська Гавань в передмісті міста Совєтська Гавань — на північно-західній околиці району Лісозавод-20. Річка гірська, з кам'янистим дном, звивистим руслом. Одна з найбільших річок на території Совєтсько-Гаванського району. Довжина річки 107 км.

## Господарське використання річки
За 10 км вище за течією від гирла річки розташоване село Гатка.
Води річки плануються до використання споруджуваною Совгаванською ТЕЦ, яка розташовується в безпосередній близькості від річки. Введення першої черги ТЕЦ заплановане на 2020 рік .
Річка користується популярністю у жителів міста для риболовлі та активного відпочинку. На березі розташовується дитячий оздоровчий табір «Утьос» та база відпочинку «Куршавель». У нижній течії річки, за 5 км від гирла, через річку побудований залізобетонний міст (довжина — 130 метрів) автодороги 08А-4 Совєтська Гавань — Ваніно, а в самому гирлі річки, за півкілометра від берега бухти побудований залізничний міст (400 метрів).